# まったり
まったりとは日本語の副詞である。近畿方言で主に味覚を表す擬態語として用いられたが、1990年代後半からのんびりと落ち着いた様子・気分を表す若者言葉として全国的に用いられるようになった。

## 本来の「まったり」
「まったり」は元々、柔らかさのなかにコクがある様子、重みがあって奥行きのある様子をいう言葉で、主に味覚に対して用いられた（口当たりまろやかで、とろんと口中に広がっていく様子）。『上方語源辞典』では、語源は「またい（全い）」の語幹に状態を表す接尾語「り」が付いて促音化したもので、「あさ（浅）+り＝あっさり」「さは（爽）+り＝さっぱり」「こて+り＝こってり」と同類、成立は天保頃、としている。
『日本方言辞典』では「まったり」について次の三つの語義を示している。2は長野県下伊那郡の方言として収録されているが、1と3はともに近畿地方の方言として収録されている。すなわち、のんびりと落ち着いた様子・気分を表す「まったり」は全くの新用法であって近畿方言としては間違いである、とは言い切れないことが分かる。
1. ゆったりしたさま。緩慢なさま。
2. 生気のない目で一点を見詰めているさま。ぼんやり。
3. 食物の、辛過ぎたりしない穏やかな味のさま。

## 「まったり」の展開
「まったり」という言葉はグルメの世界では定着していたものの、近畿地方以外では一般的な表現ではなかった。しかし、1983年に連載を開始した漫画『美味しんぼ』の中でこの言葉が登場すると、耳慣れない響きのためか評判となり、味覚を表す言葉として「まったり」が全国一般に認知されるようになる（ただし作中でこの単語が登場するのはほんの1、2回である）。
1995年出版『終わりなき日常を生きろ オウム完全克服マニュアル』で著者宮台真司が提唱した「まったり革命」が一部の若者に支持された。 クラブ（ディスコ風のたまり場）やデートクラブ（交際クラブ）で「まったりと」脱力して生きる彼ら・彼女らは、「終わらない日常」を生きる術に長けている、と称賛。当時、金銭を目的としてブルセラショップで制服・下着を販売したり、テレフォンクラブ（テレクラ）や伝言ダイヤルで知り合った男性とデートや性行為をして援助交際する女子高生を称揚する言葉としても用いられた。その後、インターネットの普及により徐々に知れ渡るようになる（後に「まったり革命」が失敗に終わったことを宮台自らが告白している）。
1998年10月に放送を開始したNHKのテレビアニメ「おじゃる丸」で気分や態度を表す表現として用いられた。これが日本全国で一気に流行し、まもなく定着した。「おじゃる丸」の劇中では、平安時代を模した世界から現代にやってきた主人公おじゃる丸が、平安貴族のものらしいゆっくりとした時の感覚に現代の人々を付き合わせる際によく「まったり」が使われ、「時を忘れてのんびりする」という意味が強調されている。また、本アニメのオープニング曲「詠人」（歌：北島三郎）でも「まったり」という歌詞が同様の意味で用いられている。

## インターネット
ネットスラングとしての「まったり」は、炎上や荒らしが起きやすい背景において、そのようなことが起こらないよう各人が条件反射的な書き込みや挑発を行わない穏やかさを心がけることを指す。ちょうどインターネットが一般に広がり始めた時期と「まったり」が流行した時期が重なったこともあり、新しいユーザーと既存のユーザー間の緊張をほぐす合言葉として、あやしいわーるどや2ちゃんねるでは「まったり（マターリ）」が頻繁に使われた。